# David Velduque (director de cine)
David Velduque (Madrid, 28 de enero de 1984) es un director de cine, podcaster y realizador de publicidad español. Presenta el podcast Sabor a Queer.

## Vida y carrera
A los 18 años de edad se mudó a Estados Unidos para estudiar teatro en San Francisco y, tras concluir estos estudios, volvió a España para formarse como director de cine en la Universidad Carlos III. Tras finalizar, se muda esta vez a Estados Unidos para estudiar en The Lee Strasberg Film Institute. En 2009 regresó a España para fundar su propia productora, The Look Films. Es bajo el ala de esta productora que crea Desalmados, una ficción que sería adquirida por Antena 3.
Tras trabajar como realizador de publicidad para marcas como Netflix o HBO, en 2016 lanzó su primer cortometraje, Por un beso, una historia de lucha contra la homofobia. En 2018 lanzó el cortometraje Estigma, una historia de terror que vio su estreno en el Fantastic Fest en Estados Unidos. En diciembre de ese mismo año se mudó a Nueva York para dirigir el cortometraje de thriller psicológico In Between. El cortometraje sigue a Carlos, un escritor con bloqueo creativo en busca de una serie de pistas que finalmente le llevarán a descubrir un factor determinante de su destino.
En 2019 lanzó el cortometraje Animal, una historia de terror que aborda la violencia de género desde el punto de vista del maltrato psicológico. Tuvo su preestreno en el Palacio de la Prensa de Madrid y su estreno fue el día 25 de noviembre, durante el Día Internacional contra la Violencia de Género. El corto contó con la colaboración de Hannah Mitchell como guionista y estuvo protagonizado por Rocío León y Jan Cornet. Animal pasó finalmente a formar parte del catálogo del servicio de streaming Filmin.

## Filmografía

### Cine
| Año  | Título                          | Director | Productor | Guionista | Notas                |
| ---- | ------------------------------- | -------- | --------- | --------- | -------------------- |
| 2007 | Romeo                           | Si       | Si        | Si        | Cortometraje         |
| 2015 | #EseLugarEspecial               | Si       | No        | No        | Cortometraje         |
| 2016 | Por un beso                     | Si       | No        | No        | Cortometraje         |
| 2016 | La Obra Maestra Desconocida     | No       | Si        | No        | Cortometraje         |
| 2016 | Volar sin alas                  | No       | No        | Sí        | Cortometraje         |
| 2017 | El Camino de Ana                | Si       | No        | Si        | Cortometraje         |
| 2017 | Crudo                           | Si       | Si        | Si        | Cortometraje         |
| 2017 | IKEA: Sleep Stories, Commercial | Si       | No        | No        | Campaña publicitaria |
| 2017 | Sin Condón no hay vuelta atrás  | Si       | No        | Si        | Campaña publicitaria |
| 2017 | Elige Dónde Crecer              | Si       | No        | Si        | Cortometraje         |
| 2017 | No Place Like Home              | Si       | Si        | Si        | Cortometraje         |
| 2018 | Estigma                         | Si       | No        | Si        | Cortometraje         |
| 2018 | Creadorxs                       | Si       | No        | Si        | Cortometraje         |
| 2019 | Animal                          | Si       | Si        | Si        | Cortometraje         |
| 2020 | Stories Change Everything       | Si       | No        | Si        | Cortometraje         |
| 2023 | Transición                      | Si       | Si        | Si        | Cortometraje         |

### Televisión
| Año  | Título         | Director | Productor | Guionista | Notas       |
| ---- | -------------- | -------- | --------- | --------- | ----------- |
| 2010 | Desalmados     | No       | No        | Si        | 1 episodio  |
| 2011 | Háztelo mirar  | Si       | No        | Si        | 1 episodio  |
| 2014 | Hipsteria      | Si       | No        | No        | 1 episodio  |
| 2019 | Indetectables  | Si       | Si        | Si        | 1 episodio  |
| 2019 | Dating Stories | Si       | No        | No        | 5 episodios |

### Videoclips
| Año  | Título                       | Director | Productor | Guionista | Notas     |
| ---- | ---------------------------- | -------- | --------- | --------- | --------- |
| 2017 | Borque: Guardianes Poderosos | Si       | No        | Si        | Videoclip |